# Sân bay quốc tế El Edén
Sân bay quốc tế El Edén (tiếng Tây Ban Nha: Aeropuerto Internacional El Edén) (IATA: AXM, ICAO: SKAR) là một sân bay nội địa ở thành phố Armeniam Colombia. Sân bay này đã được xây lại gần đây sau vụ động đất ngày 25 tháng 1 năm 1999 tại Armenia, Colombia. Nhà ga có 3 cửa, 2 chỗ đỗ máy bay. Sân bay này cách trung tâm Armenia 20 phút xe hơi.

## Các hãng hàng không và các tuyến bay
- Aerolínea de Antioquia (Medellín-Olaya Herrera)
- Avianca (Bogotá)
  - Avianca do hãng SAM cung cấp (Bogotá)
- Aires (Bogotá, Medellín-Olaya Herrera)
- EasyFly (Bogotá, Medellín-Olaya Herrera)